# Friedrich Boedicker
Friedrich Boedicker (Kassel, 13. ožujka 1866. – 20. rujna 1944.) je bio njemački admiral i vojni zapovjednik. Tijekom Prvog svjetskog rata zapovijedao je 1. i 2. izviđačkom, te 1. eskadrom Flote otvorenog mora.

## Vojna karijera
Friedrich Boedicker rođen je 13. ožujka 1866. u Kasselu. U mornaricu je stupio 1884. nakon čega je zbog svojih sposobnosti brzo napredovao u hijerarhiji. Služio je na raznim brodovima ratne mornarice, kao i stožernim dužnostima. U listopadu 1907. s činom kapetana korvete postaje zapovjednikom lakog oklopnog krstaša SMS Frauenlob, te je ubrzo nakon toga promaknut u čin kapetana fregate. U siječnju 1908. imenovan je zapovjednikom lakog oklopnog krstaša SMS Stettin kojim je zapovijedao do rujna te iste godine. Zapovijedajući navedenim krstašem bio je u pratnji carske jahte SMY Hohenzollern tijekom regate cara Wilhelma duž norveške obale i tijekom njegove posjete Stockholmu. S činom kapetana bojnog broda od rujna 1910. zapovijeda bojnim brodom SMS Schleswig-Holstein.

## Prvi svjetski rat
Tijekom Prvog svjetskog rata Boedicker s činom kontraadmirala u kolovozu 1915. postaje zapovjednikom 2. izviđačke eskadre koja se sastojala od modernih lakih krstaša. U ožujku 1916. privremeno zapovijeda i 1. izviđačkom eskadrom zamijenivši pritom Franza von Hippera koji se zbog bolesti nalazio na dopustu. Zapovijedajući 1. i 2. izviđačkom eskadrom 24. i 25. travnja 1916. sudjeluje u bombardiranju Yarmoutha i Lowestofta. 
Boedicker zapovijedajući 2. izviđačkom eskadrom sudjeluje i u Bitci kod Jyllanda. Njegova eskadra je prva došla u kontakt s britanskim brodovima, te je ispalila i prve hice u bitci. Međutim, tijekom bitke eskadra je naišla na glavninu britanske flote, te se našla pod teškom paljbom britanskih brodova tijekom koje je potopljen laki krstaš SMS Wiesbaden.
Od rujna do listopada 1916. Boedicker zbog ponovne odsutnosti Franza von Hippera ponovno privremeno zapovijeda 1. izviđačkom eskadrom. Nakon povratka Hippera od listopada obnaša dužnost njegovog zamjenika koju dužnost obnaša do siječnja 1918. kada ga na tom mjestu zamjenjuje Ludwig von Reuter. U kolovozu 1918. Boedicker je imenovan zapovjednikom posebne eskadre čiji je zadatak bila okupacija Murmanska i Karelije. Operacija je međutim, početkom rujna najprije zaustavljena, te potom u potpunosti otkazana.
Krajem rata Boedicker zapovijeda 1. eskadrom Flote otvorenog mora. Navedenom eskadrom kreće prema ušću Elbe, ali se zbog pobune mornara morao vratiti u Wilhelmshaven gdje dočekuje kraj rata i raspuštanje eskadre.

## Poslije rata
Po završetku rata Boedicker obnaša dužnost zapovjednika Baltičkog pomorskog područja, te dužnost tajnika u ministarstvu mornarice. Preminuo je 20. rujna 1944. godine u 79. godini života.